# 公立義務教育諸学校の学級編制及び教職員定数の標準に関する法律
公立義務教育諸学校の学級編制及び教職員定数の標準に関する法律（こうりつぎむきょういくしょがっこうのがっきゅうへんせいおよびきょうしょくいんていすうのひょうじゅんにかんするほうりつ、昭和33年5月1日法律第116号）は、公立義務教育諸学校の学級編制および教職員定数の標準化に関する法律である。

## 目的
この法律は、公立の義務教育諸学校に関し、学級規模と教職員の配置の適正化を図るため、学級編制及び教職員定数の標準について必要な事項を定め、もって義務教育水準の維持向上に資することを目的とする（第1条）。

## 定義
この法律における義務教育諸学校の定義
「義務教育諸学校」とは、学校教育法（昭和22年法律第26号）に規定する小学校、中学校、義務教育学校、中等教育学校の前期課程又は特別支援学校の小学部若しくは中学部をいう（第2条第1項）。
この法律における特別支援学校の定義
「特別支援学校」とは、学校教育法に規定する特別支援学校で小学部又は中学部を置くものをいう（第2条第2項）。
この法律における教職員
「教職員」とは、校長、副校長及び教頭（中等教育学校の前期課程にあっては、当該課程の属する中等教育学校の校長、副校長及び教頭とし、特別支援学校の小学部又は中学部にあっては、当該部の属する特別支援学校の校長、副校長及び教頭とする。）、主幹教諭、指導教諭、教諭、養護教諭、栄養教諭、助教諭、養護助教諭、講師、寄宿舎指導員、学校栄養職員（学校給食法（昭和29年法律第160号）第7条に規定する職員のうち栄養の指導及び管理をつかさどる主幹教諭並びに栄養教諭以外の者をいう。）並びに事務職員（それぞれ常勤の者に限る。）をいう（第2条第3項）。